# André Luiz (espírito)

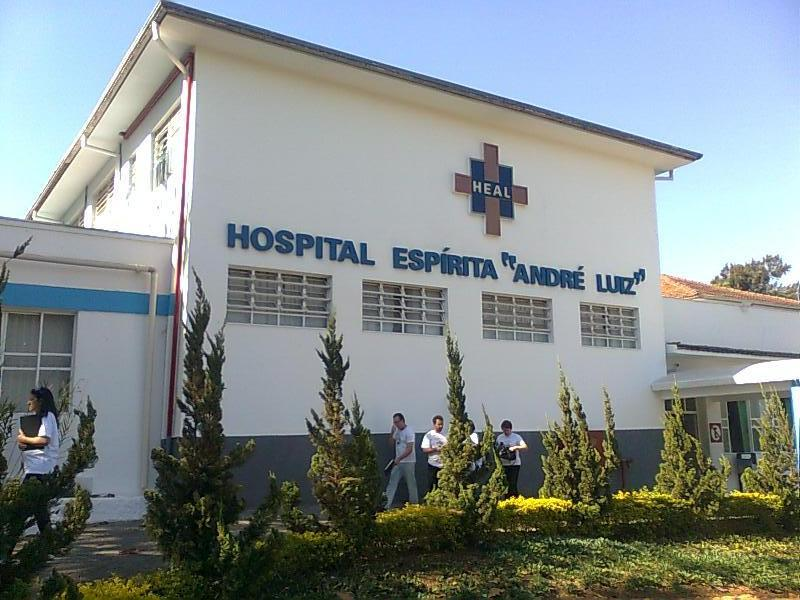
Hospital Espírita André Luiz (Belo Horizonte, Minas Gerais, 2008)

André Luiz é um dos supostos espíritos que davam comunicação ao médium brasileiro Francisco Cândido Xavier sendo um dos espíritos autores mais frequentes em suas obras psicografadas.
André Luiz teria sido um médico em sua última encarnação e muitas das obras psicografadas atribuídas a ele possuem diversas informações biológicas complexas. Um artigo publicado na revista científica 'Neuroendocrinology Letters em 2013, cientistas brasileiros compararam o conhecimento médico recente com doze obras psicografadas por Chico Xavier atribuídas a André Luiz, identificando nelas  informações corretas altamente complexas sobre a fisiologia da glândula pineal e que só puderam ser confirmadas cientificamente cerca de 60 anos após a publicação das obras. Os cientistas concluiram que o fato de que o médium possuía baixa escolaridade e não era envolvido no campo da saúde levanta questões mais profundas sobre as obras serem ou não fruto de comunicação espiritual, ressaltando três hipóteses para tal:
1. Chico Xavier, dispondo-se da informação que possuía à época sobre a glândula pineal (em torno de 1940), criou tais teorias sozinho, usando de linguagem não específica que permitiria que tais ideias parecessem ser suportadas pelo subsequente avanço da ciência;
2. Chico Xavier teria aleatoriamente inventado tais hipóteses que seriam, por acaso do destino, confirmadas cientificamente no futuro;
3. Chico Xavier supostamente teria se "comunicado com espíritos" que "vieram trazer conhecimento futuro" sobre o assunto.

## Possíveis identidades
Acerca da verdadeira identidade em vida da entidade espiritual, e considerando que vários pormenores nas obras de André Luiz foram preventivamente alterados (a pedido deste próprio espírito, segundo consta a biografia As Vidas de Chico Xavier), existem várias teorias no movimento espírita, associando o espírito a diferentes personalidades históricas.

### Oswaldo Cruz

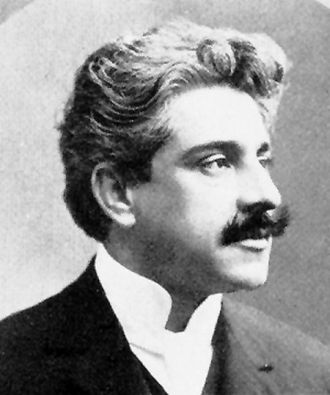
Oswaldo Cruz

Uma das teorias sustenta que, em sua última encarnação, a entidade teria sido um médico brasileiro residente no Rio de Janeiro, e entre esses, citado o nome de Oswaldo Cruz. Uma leitura atenta da obra Nosso Lar, aliada a algum conhecimento da biografia do cientista brasileiro, leva à constatação de que são personalidades distintas. André Luiz, em vida, fora filho de um comerciante, enquanto que Oswaldo Cruz era filho de Bento Gonçalves Cruz, médico veterano da Guerra do Paraguai. Adicionalmente, recorde-se que Oswaldo Cruz desencarnou em 1917, vítima de insuficiência renal, sendo que André Luiz desencarnou em decorrência de oclusão intestinal e, tendo passado "mais de oito anos" nas regiões umbralinas, estava ainda se adaptando à vida na "colônia espiritual" Nosso Lar, para onde acabara de ser levado, quando recebeu a notícia de que era agosto de 1939. Portanto, deve ter desencarnado por volta de 1929 a 1930.

### Carlos Chagas

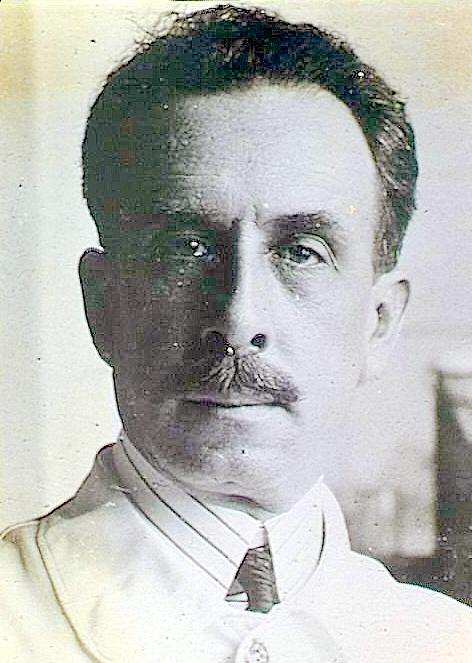
Carlos Chagas

A versão mais aceita é que André Luiz teria sido o médico Carlos Chagas, que faleceu em 1934. Tal versão é confirmada pelo médium e médico Waldo Vieira, que também possui obras psicografadas atribuídas a André Luiz, três delas psicografadas em parceria com Chico Xavier.
O livro Na Próxima Dimensão, de Inácio Ferreira, psicografia de Carlos A. Bacelli, também postula que André Luiz é Carlos Chagas
Na obra de Suely Caldas Schubert Testemunhos de Chico Xavier, da Editora FEB, que é uma compilação de cartas de Chico Xavier ao então presidente da  Federação Espírita Brasileira (FEB), Wantuil de Freitas, Chico relata que André Luiz apareceu pela primeira vez no ano de 1941. O espírito Emmanuel informa a Chico que André Luiz estava treinando para a tarefa de enviar das autoridades espirituais a obra Nosso Lar.
O livro Nosso Lar tem uma passagem que informa o período que o espírito André Luiz passou no Umbral: mais de oito anos.
Se Carlos Chagas desencarnou em 1934, não poderia ser o mesmo André Luiz que estava com Chico em 1941 para se preparar para a obra Nosso Lar. Seria sete anos após seu desencarne.
Como o verdadeiro André Luiz passou mais de oito anos no Umbral, sete anos após o seu desencarne, Carlos Chagas - se fosse o espírito André Luiz - estaria ainda no Umbral em 1941. Portanto não é provável que Carlos Chagas seja André Luiz.

### Faustino Esposel

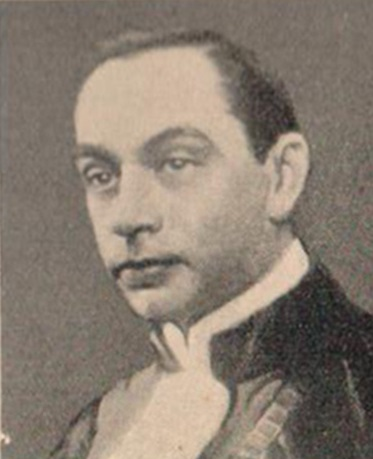
Faustino Monteiro Esposel

Estudos conduzidos, cruzando as informações biográficas internas nos livros psicografados  por Chico Xavier, da Série André Luiz, permitiram chegar ao resultado mais provável, Faustino Monteiro Esposel, conforme consta na referência de Luciano dos Anjos, disponível no site Espiritualidades.
Outras fontes espíritas são concordantes com esta identificação, tais como a  Biblioteca Virtual Espírita, bem como a própria Federação Espírita Brasileira demonstrou aceitar a matéria do jornalista Luciano dos Anjos.
Esposel foi um médico brasileiro, neurologista, que ocupou a Cadeira nº 58 da Academia Nacional de Medicina.